# Muscardinus
Cet article possède des paronymes, voir Muscardin et Muscardine.
Genre
Synonymes
- Muscardininae Palmer, 1904
- Pentaglis Kretzoi, 1943
- Eomuscardinus Hartenberger, 1966

Muscardinus est un genre de rongeurs sciuromorphes de la famille des Gliridae. Il ne comprend qu'une seule espèce actuelle : le Muscardin (Muscardinus avellanarius).

## Aire de répartition

Carte de l'aire de répartition du Muscardin :
zones d'origines ;
zones où il est inexistant.

Le Muscardin se rencontre en Europe depuis l'Angleterre et le Grand Ouest français jusqu'en Russie européenne et au nord de la Turquie. Les espèces fossiles ont été toute découvertes en Europe.

## Taxinomie
Ce genre a été décrit pour la première fois en 1829 par le naturaliste allemand Johann Jakob Kaup (1803-1873). Il a pour synonymes Eomuscardinus, Muscardininae et Pentaglis,.
La seule espèce actuelle du genre étant le Muscardin, Muscardinus est traditionnellement considéré comme étant un genre monospécifique, mais il comprend aussi des espèces fossiles.

### Liste des espèces
L'espèce actuelle selon Catalogue of Life (5 décembre 2013), ITIS (5 décembre 2013), Mammal Species of the World (version 3, 2005)  (5 décembre 2013) et NCBI (5 décembre 2013) est :
- Muscardinus avellanarius (Linnaeus, 1758) - le Muscardin.

Les espèces actuelles et éteintes selon Paleobiology Database (5 décembre 2013) sont :
- † Eomuscardinus sansaniensis Lartet, 1851 ;
- † Muscardinus austriacus Bachmayer & Wilson, 1970 ;
- Muscardinus avellanarius (Linnaeus, 1758) - le Muscardin ;
- † Muscardinus crusafonti Hartenberger, 1966 ;
- † Muscardinus cyclopeus Agusti, Moyà-Solà & Pons-Moyà, 1982 ;
- † Muscardinus dacicus Kormos, 1930 ;
- † Muscardinus heintzi Aguilar, 1981 ;
- † Muscardinus helleri Fejfar & Storch, 1990 ;
- † Muscardinus hispanicus de Bruijn, 1966 ;
- † Muscardinus pliocaenicus Kowalski, 1963 ;
- † Muscardinus sansaniensis Lartet, 1856 ;
- † Muscardinus thaleri de Bruijn, 1966 ;
- † Muscardinus vallesiensis Hartenberger, 1966 ;
- † Muscardinus vireti Hugueney & Mein, 1965.

### Protologue
- (de) Johann Jakob Kaup, « Skizzirte Entwickelungs-Geschichte und Natürliches System der Europäischen Thierwelt / Erster Theil, welcher die Vogelsäugethiere und Vogel, nebst Andeutung der Entstehung der letzteren aus Amphibien enthält », Darmstadt und Leipzig / In commission bei Carl Wilhelm Leske, vol. 1,‎ 1829, p. 139 (lire en ligne, consulté le 5 décembre 2013).